# Anillado

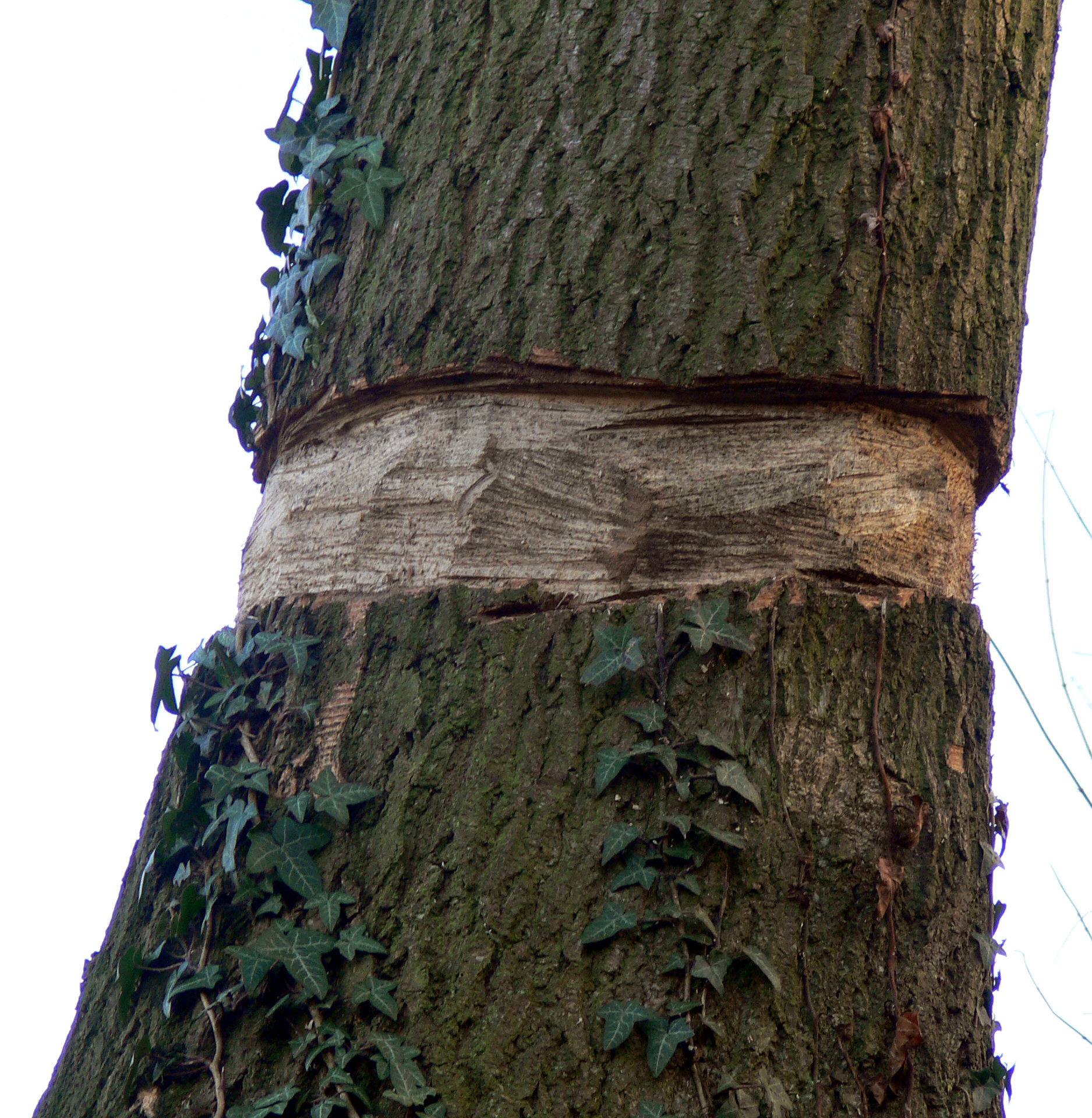
Anillado en Lille, norte de Francia

El anillado de un tronco o un árbol es la remoción completa de una banda de corteza (la cual consiste en los tejidos protectores externos y el floema) y el cámbium de toda la circunferencia de un tallo o rama. Debido a que corta todos los haces de conducción del floema de un árbol con crecimiento en grosor o crecimiento secundario típico, y el cámbium que lo regenera, el anillado resulta en la muerte de los módulos sobre él, y el árbol mismo morirá si no puede rebrotar desde debajo del anillado.
Entre las causas del anillado se encuentran las prácticas humanas, incluyendo prácticas forestales, horticultura, y vandalismo, el anillado también puede ser causado por animales herbívoros que se alimentan de la corteza de una planta, entre los que se incluyen mamíferos que la rasgan, y aves e insectos que la horadan. Los árboles también pueden sufrir un proceso de anillado natural por plantas trepadoras que eventualmente los envuelven o por plantas estranguladoras que nacieron sobre ellos como epífitas y enraízan al llegar al suelo (hemiepífitas leñosas).
Los horticultores tienen una práctica de cultivo que consiste en un anillado poco profundo de los manzanos y perales que promueve la aparición de frutos más grandes o que fructifique más cantidad de flores. Los árboles sobreviven porque el anillado no llega a la capa de cámbium debajo del floema.
El anillado probablemente no matará a un árbol con crecimiento secundario anómalo.